# Liste der Vertreter und Rezipienten des Platonismus
Diese Liste erfasst namhafte Vertreter und Rezipienten des Platonismus von der Antike bis zur Renaissance.
Obwohl der Platonismus bis zum Ende der Antike verschiedene Wandlungen erlebt hat, kann insofern durchgängig von einer Schule  gesprochen werden, als die Werke Platons für alle Platoniker verbindliche Bezugspunkte bildeten. In der von Platon gegründeten Akademie in Athen bestand bis ins erste Jahrhundert v. Chr. eine institutionelle Kontinuität.
In der Liste sind die antiken Vertreter des Platonismus und die Rezipienten (vom Platonismus stark beeinflusste Denker) separat verzeichnet, jeweils in chronologischer Reihenfolge. Da aber die Lebensdaten teils unbekannt, unsicher oder nur ungenau bestimmbar sind und für Zeitgenossen verschiedene chronologische Ordnungskriterien in Betracht kommen (Geburtsjahr, Todesjahr, Zeit der größten Produktivität), ist eine zuverlässige und konsequente chronologische Ordnung nicht immer möglich. Bei den Platonikern, die nicht der Akademie angehörten, sind auch ihre wichtigsten Tätigkeitsorte (soweit bekannt) angegeben. Bei den Scholarchen (Schuloberhäuptern) der Platonischen Akademie und der spätantiken neuplatonischen Philosophenschule in Athen ist dieses Amt jeweils angegeben.
Sehr viele christliche, jüdische und muslimische Philosophen und Theologen rezipierten den Platonismus mehr oder weniger intensiv. In dieser Liste werden nur diejenigen von ihnen angeführt, für die eine besonders starke Prägung durch platonisches Gedankengut charakteristisch ist. Da sie auf dem Boden ihrer eigenen, nur teilweise mit dem Platonismus vereinbaren religiösen Traditionen standen, werden sie hier nicht als Vertreter, sondern als Rezipienten des Platonismus verzeichnet, obwohl man manche von ihnen traditionell als Platoniker bzw. Neuplatoniker zu bezeichnen pflegt.

## Vertreter des Platonismus

### Angehörige der Platonischen Akademie

#### Ältere Akademie
- Speusippos (* um 410/407, † 339/338) – erster Scholarch der Akademie (348/347 – 339/338)
- Eudemos von Zypern († 353)
- Eudoxos von Knidos (* wohl 397/390, † wohl 345/338) – Zugehörigkeit zur Akademie unsicher, aber enger Kontakt zu ihr wahrscheinlich
- Axiothea von Phleius (Mitte des 4. Jahrhunderts)
- Lastheneia von Mantineia (Mitte des 4. Jahrhunderts)
- Xenokrates von Chalkedon (* 396/395, † 314/313) – zweiter Scholarch (339/338 – 314/313)
- Menedemos von Pyrrha (* um 390, † nach 338)
- Herakleides Pontikos (* um 390, † nach 322)
- Aristoteles (* 384, † 322) – Zugehörigkeit zur Akademie und dortige Lehrtätigkeit, aber später Abwendung vom Platonismus
- Philippos von Opus (4. Jahrhundert)
- Hermodoros von Syrakus (4. Jahrhundert)
- Krantor von Soloi († 276/275)
- Polemon von Athen (* um 350, † wohl 270/269) – dritter Scholarch (314/313 – 270/269)
- Krates von Athen († 268/264) – vierter Scholarch (270/269 – 268/264)

#### Jüngere („skeptische“) Akademie
- Arkesilaos von Pitane (* um 315, † 241/240) – fünfter Scholarch (268/264 – 241/240)
- Lakydes von Kyrene († wohl 207) – sechster Scholarch (241/240 – wohl 224/223)
- Eratosthenes (* 276/273, † um 194) – als Philosoph Platoniker, in Athen ausgebildet, aber wohl kein reguläres Mitglied der Akademie
- Hegesinus von Pergamon (1. Hälfte des 2. Jahrhunderts v. Chr.) – Scholarch
- Karneades von Kyrene (* 214/213, † 129/128) – Scholarch (vor 155 – 137/136)
- Polemarchos von Nikomedien († 131/130) – Scholarch (137/136 – 131/130)
- Krates von Tarsos († 127/126) – Scholarch (131/130 – 127/126)
- Boethos von Marathon († 120/119 v. Chr.)
- Aischines von Neapolis (2. Hälfte des 2. Jahrhunderts v. Chr.)
- Kleitomachos (* wohl 187/186, † 110/109) – Scholarch (127/126 – 110/109)
- Metrodoros von Stratonikeia (* wohl 170/165, † nach ca. 110)
- Charmadas (* wohl 168/167, † 102/91)
- Philon von Larisa (* 159/158, † 84/83) – letzter Scholarch (110/109 – 88)

### Mittelplatoniker
- Antiochos von Askalon (* wohl 140/125, † wohl 68) – Scholarch einer von ihm gegründeten Schule in Athen, die er zwecks Abgrenzung von der „skeptischen“ Akademie „Alte Akademie“ nannte; Zugehörigkeit zum Mittelplatonismus strittig
- Aristos von Askalon († 46/45 v. Chr.) – zweiter und letzter Scholarch der von seinem Bruder Antiochos von Askalon gegründeten Schule; Zugehörigkeit zum Mittelplatonismus strittig
- Ariston von Alexandria (1. Jahrhundert v. Chr.) – gehörte der „Alten Akademie“ des Antiochos von Askalon an, wandte sich aber später vom Platonismus ab und wurde Peripatetiker
- Derkylides (wahrscheinlich erste Hälfte des 1. Jahrhunderts v. Chr.)
- Eudoros von Alexandria (1. Jahrhundert v. Chr.; vermutlich Alexandria)
- Thrasyllos († 36; Rom, Capri)
- Ammonios (* um 5 n. Chr., † um 85 n. Chr.; Athen)
- Plutarch von Chaironeia (* um 45, † wohl 120/130; Chaironeia, Athen)
- Lukios (1. Jahrhundert oder 1. Hälfte des 2. Jahrhunderts)
- Nikomachos von Gerasa (1. oder 2. Jahrhundert)
- Gaios (* vermutlich um 75, † wohl nach 130)
- Theon von Smyrna († nach 132)
- Lukios Kalbenos Tauros (* um 105; Athen)
- Ailianos (vermutlich 2. Jahrhundert)
- Alkinoos (vermutlich 2. Jahrhundert)
- Hierax (vermutlich 2. Jahrhundert)
- Albinos (um die Mitte des 2. Jahrhunderts; Smyrna)
- Klaudios Nikostratos (um die Mitte des 2. Jahrhunderts)
- Numenios von Apameia (um die Mitte des 2. Jahrhunderts; wohl Apameia)
- Kronios (um die Mitte des 2. Jahrhunderts)
- Apuleius (* um 123, † wohl nach 170; Athen, Rom, Karthago)
- Harpokration von Argos (2. Hälfte des 2. Jahrhunderts)
- Attikos (2. Hälfte des 2. Jahrhunderts)
- Maximos von Tyros (spätes 2. Jahrhundert; Tyros, Rom)
- Kelsos (spätes 2. Jahrhundert)
- Severos (vermutlich 2. oder frühes 3. Jahrhundert)
- Demokritos († vor 268)
- Longinos (* um 212, † 272; Alexandria, Athen)
- Ptolemaios (vermutlich 3. Jahrhundert)

### Übergang vom Mittelplatonismus zum Neuplatonismus
- Ammonios Sakkas († 242/243; Alexandria)
- Origenes († wohl spätestens 268; Alexandria)

### Neuplatoniker
- Plotin (* 205, † 270; Alexandria, Rom)
- Amelios Gentilianos (* wohl 216/226, † wohl 290/300; Rom, Apameia)
- Castricius Firmus (3. Jahrhundert; Rom)
- Cornelius Labeo (wahrscheinlich 2. Hälfte des 3. Jahrhunderts)
- Porphyrios (* um 233, † 301/305; Athen, Rom, Lilybaion)
- Alexander von Lykonpolis (spätes 3. Jahrhundert; wohl Alexandria und Lykonpolis)
- Iamblichos von Chalkis (* um 240/245, † um 320/325; wahrscheinlich Apameia)
- Sopatros von Apameia († 330/337; Apameia, Konstantinopel)
- Theodoros von Asine (* wohl um 275/280, † vermutlich spätestens um 360; Rom, später wohl Apameia)
- Aidesios (* 280/290, † 352/355; wahrscheinlich Apameia, später Pergamon)
- Eustathios (* wohl Ende des 3. Jahrhunderts, † nach 362; wahrscheinlich Apameia, später Kappadokien)
- Sosipatra (* wohl um 300, † nach 362; Kappadokien, Pergamon)
- Priskos (* wohl vor 305, † wohl 395/396; Pergamon, Athen, Konstantinopel)
- Maximos von Ephesos (* um 310, † 372; Pergamon, Ephesos, Konstantinopel)
- Chrysanthios von Sardes (* um 310, † um 390; Pergamon, Ephesos, Sardes)
- Themistios (* um 317, † nach 388; Konstantinopel) – verbindet Platonismus und Aristotelismus
- Dexippos (4. Jahrhundert; wahrscheinlich Apameia)
- Salustios (4. Jahrhundert)
- Tiberianus (4. Jahrhundert)
- Eusebios von Myndos (Mitte des 4. Jahrhunderts; Pergamon)
- Eunapios von Sardes (* 347/349, † nach 414; Athen, Sardes)
- Plutarch von Athen (* um 350, † um 432; Athen) – erster Scholarch der neuplatonischen Philosophenschule in Athen
- Hypatia (* um 355, † 415/416; Alexandria)
- Macrobius (* vermutlich um 385/390, † vermutlich nach 430)
- Syrianos († um 437; Athen) – Scholarch
- Hierokles von Alexandria (1. Hälfte des 5. Jahrhunderts; Athen, Alexandria)
- Olympiodoros der Ältere (* 1. Hälfte des 5. Jahrhunderts; Alexandria)
- Domninos von Larisa (5. Jahrhundert; Athen, Laodikeia)
- Proklos (* 412, † 485; Athen) – Scholarch
- Hermeias von Alexandria (5. Jahrhundert; Athen, Alexandria)
- Archiadas († nach 485; Athen)
- Perikles von Lydien (5. Jahrhundert; Athen)
- Marinos von Neapolis (* wohl um 440, † nach 486; Athen, Epidauros) – Scholarch
- Zenodotos (spätes 5. Jahrhundert; Athen)
- Hegias (spätes 5. und frühes 6. Jahrhundert; Athen)
- Agapios († nach 511; Athen)
- Ammonios Hermeiou (* um 440, † vermutlich nach 517; Athen, Alexandria)
- Isidor (* vermutlich 445/450, † 517/526; Athen, Alexandria) – Scholarch
- Asklepiodotos von Alexandria († vor 526; Athen, Aphrodisias)
- Priskianos Lydos († nach 532; Athen, später vielleicht Carrhae)
- Damaskios (* um 462, † nach 538; Alexandria, Athen, später vielleicht Carrhae) – letzter Scholarch
- Eutokios (* spätes 5. Jahrhundert, † 1. Hälfte des 6. Jahrhunderts; Alexandria)
- Simplikios (* um 490, † um 560; Alexandria, Athen, später vielleicht Carrhae)
- Olympiodoros der Jüngere († nach 565; Alexandria)
- Asklepios von Tralleis (6. Jahrhundert; Alexandria)

### Nicht eingeordnet
- Manaichmos – kann zeitlich nicht eingeordnet und keiner Richtung innerhalb des Platonismus zugeordnet werden

### Spätbyzantinischer Platoniker
- Georgios Gemistos Plethon (* um 1355/1360, † 1452; Konstantinopel, Mystras, Anwesenheit beim Konzil von Ferrara/Florenz 1438–1439)

## Rezipienten des Platonismus

### Christliche Philosophie

#### Antike
- Justin der Märtyrer († 165)
- Athenagoras von Athen (2. Hälfte des 2. Jahrhunderts)
- Clemens von Alexandria (* wohl um die Mitte des 2. Jahrhunderts, † im frühen 3. Jahrhundert)
- Origenes (* um 185/186, † um 253/254)
- Marius Victorinus (* 281/291, † nach 363)
- Augustinus von Hippo (* 354, † 430)
- Synesios von Kyrene (* um 370, † nach 412)
- Calcidius (wohl spätes 4. und frühes 5. Jahrhundert)
- Pseudo-Dionysius Areopagita (spätes 5./frühes 6. Jahrhundert)
- Boethius (* um 480/485, † 524/526)
- Johannes Philoponos (* um 490, † um 575)
- David (6. Jahrhundert)
- Elias (6. Jahrhundert)

#### Mittelalter
- Eriugena (9. Jahrhundert)
- Michael Psellos († nach 1077)
- Johannes Italos (11. Jahrhundert)
- Bernhard von Chartres († nach 1124)
- Wilhelm von Conches (* um 1080/1090, † nach 1154)
- Thierry von Chartres († um 1155/1156)
- Bernardus Silvestris († wahrscheinlich nach 1159)
- Dietrich von Freiberg (* um 1240/1245, † nach 1310, vermutlich um 1318/1320)
- Meister Eckhart (* um 1260, † 1327/1328)
- Berthold von Moosburg († nach 1360)

#### Renaissance-Humanismus
- Nikolaus von Kues (1401–1464)
- Bessarion (1399/1408–1472)
- Cristoforo Landino (1425–1498)
- Marsilio Ficino (1433–1499)
- Francesco Cattani da Diacceto (1466–1522)
- Francesco Patrizi (1529–1597)

#### Cambridger und Oxforder Platoniker
- Thomas Jackson (1578–1640)
- Henry More (1614–1687)
- Ralph Cudworth (1617–1688)
- Benjamin Whichcote (1609–1683)
- John Smith (1616–1652)

### Jüdische Philosophie
- Philon von Alexandria (* im späten 1. Jahrhundert v. Chr., † um die Mitte des 1. Jahrhunderts n. Chr.)
- Isaak ben Salomon Israeli (* 840/850, † um 932)
- Solomon ibn Gabirol (* 1021/1022, † um 1057)
- Jehuda ben Isaak Abravanel (Leone Ebreo, * um 1460, † nach 1521)

### Islamische Philosophie
- Al-Kindī (9. Jahrhundert)
- Al-Razi (* um 854, † 925 oder 935)
- Al-Farabi (* um 870, † 950)
- Avicenna (ibn Sina, * 980, † 1037)
- Schihab ad-Din Yahya al-Suhrawardi (* 1154, † 1191)